# Кампобассо
Кампоба́ссо (итал. Campobasso [kampoˈbas:o], неап. Cambuasce [kambə'waʃ:ə]) — город в Италии. Столица области Молизе и административный центр одноимённой провинции.
Покровителем города считается Святой Георгий. Праздник города 23 апреля.

## Города-побратимы Кампобассо
- Оттава, Канада[1]
- Владимир, Россия[2]
- Баня-Лука, Босния и Герцеговина[3]